# Warren De la Rue
Warren de la Rue, född 18 januari 1815, död 19 april 1889, var en brittisk pappersfabrikant och amatörastronom.
De la Rue verkade vid sitt observatorium i Kew främst med fotografering av solen och månen. Tillsammans med Balfour Stewart och Benjamin Loewy utgav han Researches on solar physics (2 band, 1869–1870) med fotografier av solfläckar 1862–1868. De la Rue blev Fellow of the Royal Society 1850. Han tilldelades Royal Astronomical Societys guldmedalj 1862, Royal Medal 1864 och Lalandepriset 1865.